# Vítor Bruno Rodrigues Gonçalves
Vítor Bruno Rodrigues Gonçalves, noto semplicemente come Vítor Gonçalves (São Bartolomeu de Messines, 29 marzo 1992), è un calciatore portoghese, centrocampista del Mafra.

## Caratteristiche tecniche
È un trequartista.

## Carriera

### Club
Ha giocato nella prima divisione portoghese.

### Nazionale
Ha giocato nella nazionale portoghese Under-21.

## Statistiche

### Presenze e reti nei club
Statistiche aggiornate al 14 aprile 2021.
| Stagione            | Squadra             | Campionato          | Campionato | Campionato | Coppe nazionali | Coppe nazionali | Coppe nazionali | Coppe continentali | Coppe continentali | Coppe continentali | Altre coppe | Altre coppe | Altre coppe | Totale | Totale | Totale |
| Stagione            | Squadra             | Comp                | Pres       | Reti       | Comp            | Pres            | Reti            | Comp               | Pres               | Reti               | Comp        | Pres        | Reti        | Pres   | Reti   |        |
| ------------------- | ------------------- | ------------------- | ---------- | ---------- | --------------- | --------------- | --------------- | ------------------ | ------------------ | ------------------ | ----------- | ----------- | ----------- | ------ | ------ | ------ |
| 2011-2012           | Portimonense        | LdH                 | 22         | 0          | CP+CdL          | 0+7             | 0               |                    | -                  | -                  |             | -           | -           | 29     | 0      |        |
| 2012-2013           | Portimonense        | LdH                 | 30         | 0          | CP+CdL          | 0+3             | 0               |                    | -                  | -                  |             | -           | -           | 33     | 0      |        |
| Totale Portimonense | Totale Portimonense | Totale Portimonense | 52         | 0          |                 | 10              | 0               |                    | -                  | -                  |             | -           | -           | 62     | 0      |        |
| 2013-2014           | Gil Vicente         | PL                  | 14         | 1          | CP+CdL          | 2+4             | 0               |                    | -                  | -                  |             | -           | -           | 20     | 1      |        |
| 2014-2015           | Gil Vicente         | PL                  | 26         | 1          | CP+CdL          | 2+5             | 0               |                    | -                  | -                  |             | -           | -           | 33     | 1      |        |
| 2015-2016           | Gil Vicente         | LdH                 | 33         | 2          | CP+CdL          | 3+1             | 0               |                    | -                  | -                  |             | -           | -           | 37     | 2      |        |
| Totale Gil Vicente  | Totale Gil Vicente  | Totale Gil Vicente  | 73         | 4          |                 | 17              | 0               |                    | -                  | -                  |             | -           | -           | 90     | 4      |        |
| 2016-2017           | Nacional            | PL                  | 20         | 0          | CP+CdL          | 0+1             | 0               |                    | -                  | -                  |             | -           | -           | 21     | 0      |        |
| 2017-2018           | Nacional            | LdH                 | 30         | 2          | CP+CdL          | 1+1             | 0               |                    | -                  | -                  |             | -           | -           | 32     | 2      |        |
| 2018-2019           | Nacional            | PL                  | 33         | 2          | CP+CdL          | 0+2             | 0               |                    | -                  | -                  |             | -           | -           | 35     | 2      |        |
| 2019-2020           | Nacional            | LdH                 | 21         | 1          | CP+CdL          | 0+1             | 0               |                    | -                  | -                  |             | -           | -           | 22     | 1      |        |
| 2020-2021           | Casa Pia            | LdH                 | 24         | 0          | CP+CdL          | 1+0             | 1               |                    | -                  | -                  |             | -           | -           | 25     | 0      |        |
| Totale carriera     | Totale carriera     | Totale carriera     | 253        | 9          |                 | 34              | 1               |                    | -                  | -                  |             | -           | -           | 287    | 10     |        |

## Palmarès

### Club

#### Competizioni nazionali
- Segunda Liga: 2

Nacional: 2017-2018, 2019-2020